# واکه نویزون

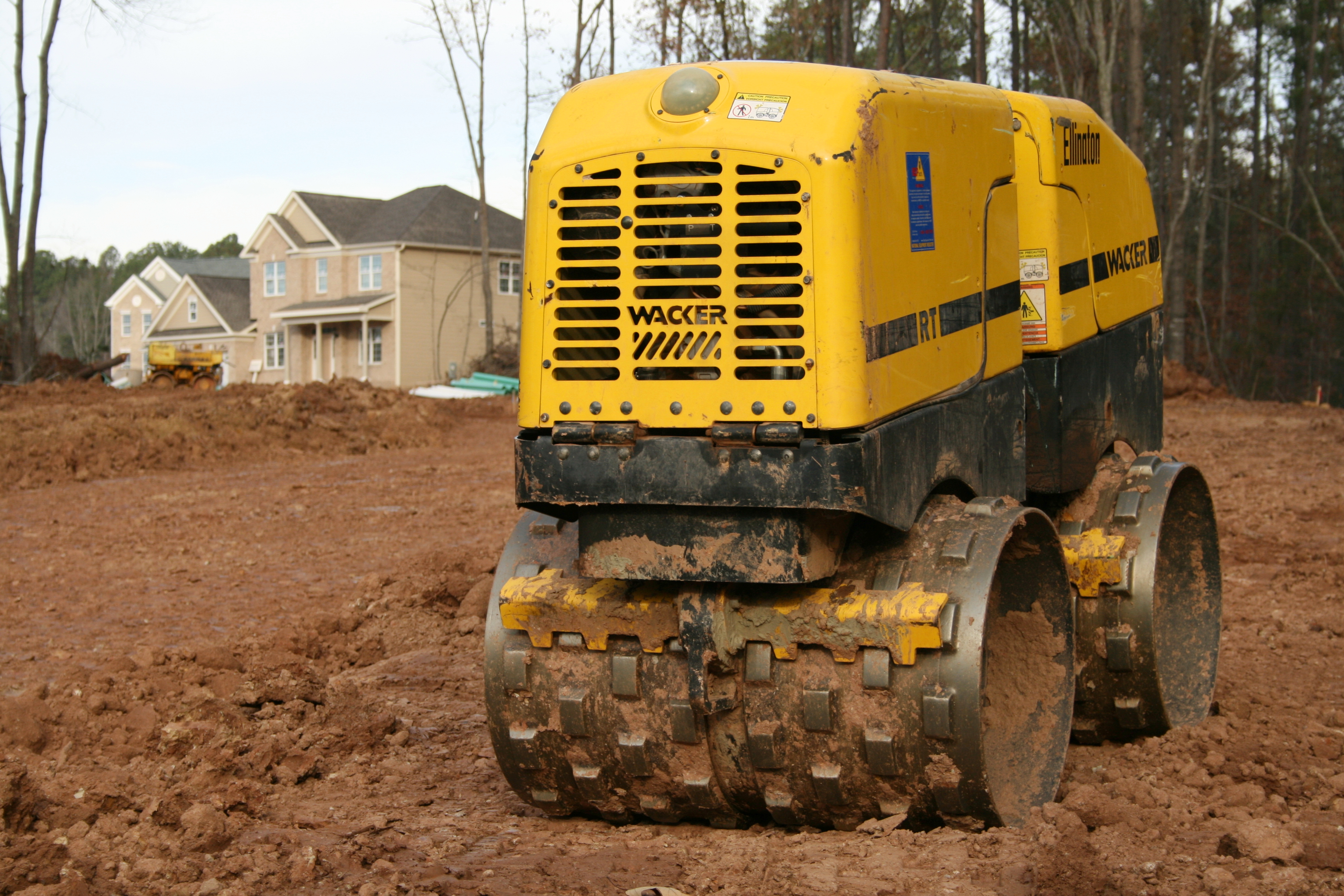
غلتک ارتعاشی سری RT واکه.

واکه نویزون (تلفظ آلمانی) یا واکر نیوسِن (تلفظ انگلیسی) که مقر آن در مونیخ، آلمان است، شرکت مادر گروه واکه نویزون است، که یک سازمان جهانی بوده و فناوری بتن، تجهیزات تراکم و تجهیزات سنگین فشرده‌ساز را توسعه، تولید و توزیع می‌کند، همچنین انواع خدمات جانبی را نیز ارائه می‌دهد. این شرکت خانوادگی که در سال ۱۸۴۸ تأسیس شد، هم‌اکنون بیش از ۵۰ شرکت وابسته، بیش از ۱۴۰ مرکز فروش و خدمات و بیش از ۱۲٬۰۰۰ شریک فروش و خدمات در سراسر جهان (۲۰۱۷) دارد. این گروه اکنون ۵٬۰۶۴ کارمند دارد. واکه نویزون از سال ۲۰۰۷ در فهرست SDAX قرار گرفته‌است.